# Quitman (Geòrgia)
Quitman és una població dels Estats Units a l'estat de Geòrgia. Segons el cens del 2000 tenia 4.638 habitants.

## Demografia
Segons el cens del 2000, Quitman tenia 4.638 habitants, 1.707 habitatges, i 1.131 famílies. La densitat de població era de 467,6 habitants/km².
Dels 1.707 habitatges en un 31,3% hi vivien nens de menys de 18 anys, en un 31,9% hi vivien parelles casades, en un 30,2% dones solteres, i en un 33,7% no eren unitats familiars. En el 30,4% dels habitatges hi vivien persones soles el 14,2% de les quals corresponia a persones de 65 anys o més que vivien soles. El nombre mitjà de persones vivint en cada habitatge era de 2,61 i el nombre mitjà de persones que vivien en cada família era de 3,26.
Per edats la població es repartia de la següent manera: un 30,1% tenia menys de 18 anys, un 8,8% entre 18 i 24, un 22,9% entre 25 i 44, un 20,3% de 45 a 60 i un 17,9% 65 anys o més.
L'edat mediana era de 35 anys. Per cada 100 dones de 18 o més anys hi havia 68,6 homes.
La renda mediana per habitatge era de 20.924 $ i la renda mediana per família de 24.154 $. Els homes tenien una renda mediana de 22.727 $ mentre que les dones 17.391 $. La renda per capita de la població era de 10.594 $. Entorn del 31,2% de les famílies i el 34,2% de la població estaven per davall del llindar de pobresa.

## Poblacions més properes
El següent diagrama mostra les poblacions més properes.